# Minidistribución de Linux

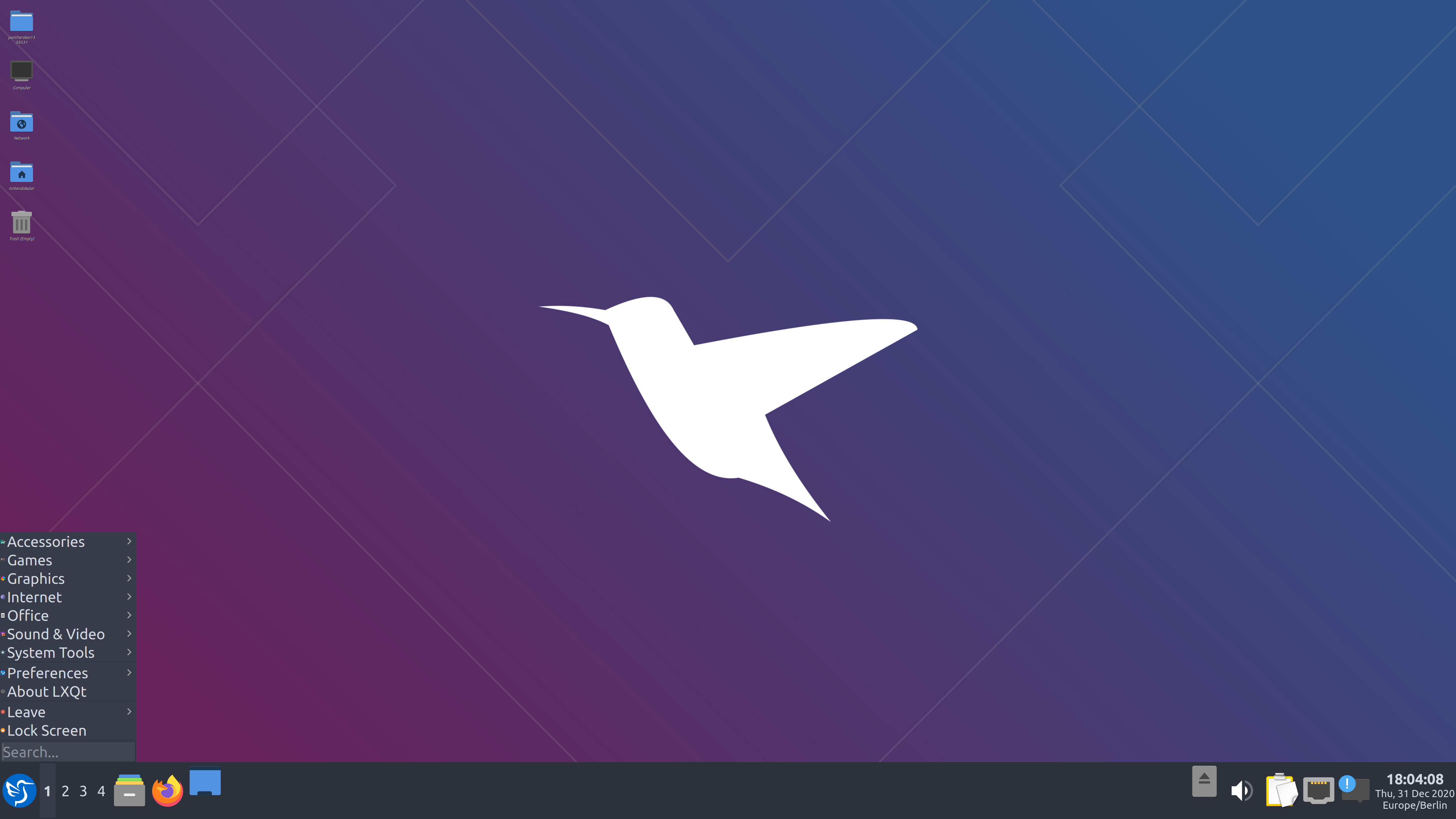
Lubuntu es descrita por sus desarrolladores como ligera en comparación con Ubuntu.

Una minidistribución de Linux es una variante de ese sistema cuyo objetivo es incorporar un sistema operativo completo en unidades de almacenamiento portátil de baja capacidad como un disquete.
Este tipo de distribuciones logran que podamos trabajar en un entorno Linux casi completo arrancando desde un disquete o llavero USB y sin utilizar el disco duro que pueda tener el ordenador, evitando así cualquier interferencia con el sistema instalado en este. Y debido a su bajo consumo de recursos (el más crítico suele ser la memoria RAM, que en muchos casos debe ser de solo 8 Mb de RAM), es posible utilizar casi cualquier ordenador.

## Características comunes
- Mínima ocupación: entre 1Mb y 50Mb
- Mínima ocupación de recursos: 4-8 Mb RAM y procesador i386
- Uso de memoria RAM como sistema de ficheros: /dev/ram-n
- No necesitan normalmente disco duro.
- Suelen permitir conectar el equipo a la red e incluyen clientes y a veces servidores de servicios básicos como ftp, http, telnet u otros
- Instalaciones desde MS-DOS, GNU/Linux, o sin necesidad de sistema operativo, como los sistemas LiveCD.
- Instalación muy sencilla.
- Discos auxiliares para añadir más funcionalidades.

El uso de la memoria RAM como dispositivos de almacenamiento hace que el sistema sea muy rápido de funcionamiento, ya que el almacenamiento en memoria RAM es mucho más rápido que el almacenamiento en cualquier otro dispositivo. Pero este uso es el que muchas veces obliga a que la memoria RAM del PC sea superior a 4Mb de RAM ya que si no se ve muy degradado el uso del sistema. Aparte de los dispositivos de almacenamiento "/dev/ram-n" también se necesita memoria para el núcleo del sistema operativo y para las aplicaciones que se utilicen. La magia pues del funcionamiento sin disco duro se basa en utilizar la memoria RAM como sustituto del disco duro y del disquete.

## Necesidades que resuelven
Cada minidistribución ha sido creada con un objetivo en la mente del creador; algunas de las funcionalidades y necesidades que pretenden resolver son:
- Aprender Linux.
- Terminales X.
- Seguridad.
- Gestión de red.
- Conexión a Internet.

A veces lo que se busca es montar un sistema Linux desde el que aprender el uso del intérprete de comandos Unix shell, de las diferentes utilidades de un sistema Unix (sed, awk, vi, man, ls, etc), conocer el sistema de arranque de un sistema Unix, en fin, el tener un entorno mínimo para empezar a conocer un sistema Unix.
Otras veces se intenta hacer un ordenador funcional invirtiendo el mínimo esfuerzo posible, como es el caso de convertir un puesto de trabajo en un terminal X. De esta forma desde los clientes se utilizan los recursos de los servidores de una forma cómoda. Y estos clientes tendrán unos requisitos mínimos: 386 con 4-8 Mb de RAM.
La seguridad dentro de una red es algo vital para su funcionamiento y muchas veces un sistema después de ser atacado no puede ya utilizarse sin reinstalar debido a posibles troyanos que hayan dejado en el sistema. Gracias a las minidistribuciones, podemos arrancar desde disquetes y analizar los ataques en la red. Si nuestro sistema se ve comprometido, alguien ha conseguido entrar en él, basta con apagar el ordenador y volver a arrancar de los discos. De nuevo nuestro sistema estará limpio y nos podremos fiar de él.
Relacionadas con esta funcionalidad están las minidistribuciones orientadas a gestionar la red de computadoras. Con ellas podremos analizar el tráfico de la red, ver las alarmas que se producen y/o corregir los problemas que se detecten.
Por último tenemos esas minidistribuciones que nos permiten arrancar desde un disquete y conectarnos sin problemas a Internet, a través de PPP o ethernet. Normalmente estas incluyen clientes de correo, de ftp, de web e incluso de IRC.

## Principales minidistribuciones
A continuación se muestra una la lista de minidistribuciones interesantes, aunque existen bastantes más y surgen a menudo algunas nuevas.

### Linux Router Project
Linux Router Project (LRP) es una microdistribución de Linux centrada en la red que entra en un solo disquete y permite de forma sencilla construir y mantener routers, servidores de acceso, clientes ligeros, aplicaciones de red y sistemas embebidos.

### ARLinux
ARLinux es una minidistribución almacenable en dos disquetes basada en kernel linux 2.4 y 2.6 para firewall/routing y recuperación del sistema y/o archivos. con las típicas herramientas y comandos encontrados en la mayoría de cualquier distro. Más Información http://arlinux.sf.net .

### Damn Small Linux
Damn Small Linux es una distribución Linux LiveCD funcional y completa, basada en Knoppix pensada para funcionar en ordenadores con muy pocos recursos o antiguos, como los procesadores Intel 80486. Su tamaño reducido (50MB) consigue mantener la esencia de Knoppix en un completo entorno de escritorio. A consecuencia de su pequeño tamaño, se puede poner dentro de una llave usb y arrancar con la llave en cualquier ordenador que permita el arranque desde USB en su BIOS.

### Dos-linux
Dos-linux es un sistema operativo Linux que puede ser instalado en un sistema DOS existente, es decir, msdos, pcdos, drdos y win95/98 en modos dos. No es un sistema msdos sino que es un sistema que utiliza el dispositivo "loop" para terminar utilizando un sistema de ficheros ext2.

### Distribución DLX
DLX es un sistema completo Linux que se ejecuta en PC con Intel. Ocupa un solo disquete y arranca el núcleo 1.3.89 iniciando un disco RAM para almacenar el sistema. Dentro del propio disquete reserva 130 Kb para almacenamiento persistente de la configuración del sistema. DLX está preparado para utilizar los dispositivos ZIP de 100 Mb, montándose de forma automática el directorio "/usr/local" desde la unidad ZIP, donde pueden residir programas grandes como Perl. Estas características hacen que DLX sea un sistema ideal para resolución de problemas de red u obtención de ficheros por FTP.

### Dragon Linux
Dragon Linux es una micro-distribución de Linux preparada para Internet. Ocupando solo 20 Mb una vez instalada es una instalación de Linux totalmente funcional en un sistema de ficheros UMSDOS con herramientas de red y documentación.

### eLiveCD
eLive CD es una distribución basada en Debian, ideal para equipos antiguos. Funciona en un Pentium a 100 MHz con 64 MB de RAM.
Incluye programas de oficina, edición de video, permite navegar por internet, reproducir música/videos, y tiene un entorno gráfico muy ligero y agradable a la vista (Enlightenment).
Además, desde la página web del proyecto se pueden descargar "Bonus Disks", que incluyen programas de oficina, juegos, etc.

### iPodLinux
iPodLinux es un proyecto basado en µCLinux en el cual han logrado instalar en el reproductor portátil de Apple, iPod, el sistema operativo Linux. La interfaz usada para el proyecto es llamada podzilla y está basada en la interfaz original del aparato.

### LOAF (Linux on a floppy)
LOAF es una implementación del sistema operativo Linux en un solo disquete, la cual tiene actualmente un núcleo (la parte de Linux) y un conjunto de utilidades libres (desarrolladas por muchas personas).

### Micro Linux
muLinux (µLinux) es una minidistribución de Linux (núcleo 2.0.36 y módulos) totalmente configurable, minimalista, prácticamente completa, centrada en las aplicaciones y desarrollada en Italia. Se almacena en un disco de 1722K (disquete 3 1/2 con formato especial) y funciona en un PC 386 instalándose en RAM, pudiendo utilizar los sistemas de ficheros UMSDOS, EXT2 & LOOP-EXT2.

### Puppy Linux
Puppy Linux consiste en un CD autoejecutable con un Gestor de ventanas y programas suficientes para llevar a cabo la mayoría de tareas básicas en un computador. Pesa entre 50 y 180 MB, dependiendo de la versión, la compresión y los programas pre-instalados. Aunque es capaz de funcionar con menos, el mínimo de RAM recomendado es 256 MB

### Tiny Core
Tiny Core es un sistema operativo minimalista centrado en proveer un sistema base. La distribución es especialmente notable por su reducido tamaño y posee un repositorio que contiene más de 3200 extensiones. Oficialmente, el sistema se presenta en tres versiones diferentes, cuya diferencia radica en los paquetes que incluye, lo cual influye en su peso.

### Trinux
Trinux es una distribución de Linux portable que arranca desde 2-3 disquetes (o una partición FAT 16) y se ejecuta totalmente en RAM. Trinux contiene las últimas versiones de las herramientas de seguridad de red y es útil para monitorizar y analizar topologías en redes TCP/IP. Trinux transforma un PC x86 corriente en una poderosa estación de gestión y seguridad de red sin modificar el hardware o el sistema operativo que ya existieran, debemos de mencionar que está diseñado para funcionar sobre redes, no sobre internet (DSL/Cablemodem).

### Tomsrtbt
Tomsrtbt es una distribución Linux muy pequeña. Es una abreviación de "Disquete de Tom que tiene un sistema de ficheros raíz y que es arrancable (bootfloppy)". El autor lo califica como "El máximo de GNU/Linux en un disquete", ya que contiene muchos de los comandos Linux más comunes, lo que es útil para recuperación de sistemas. También contiene controladores para muchos tipos de hardware y conectividad en red.

### Xdenu
Xdenu es un conjunto de herramientas para pequeñas distribuciones Linux. Los principios de diseño han sido la facilidad de uso e instalación y el pequeño tamaño. El principal objetivo ha sido la creación de en entorno basado en terminales X para el área del campus de la Universidad de Tecnología de Helsinki. Posteriormente se añadieron las comunicaciones por línea serie cuando se añadieron los paquetes de terminales y PPP.

### Tuquito Enrutador
Tuquito Enrutador (Tenrutador) era una distribución GNU/Linux perteneciente al proyecto Tuquito pero pensada para ser utilizada en servidores NAT, firewall, etc. Solo dispone de un disquete y realiza autodetección de placas de red. Si bien el instalador ya no está disponible en la página oficial, todavía se puede descargar desde aquí.

### Trisquel Mini
Trisquel Mini abastece LXDE en lugar de GNOME.

## Otras minidistribuciones
- Alpine Linux
- Austrumi
- BasicLinux
- Bodhi Linux
- Bonzai Linux
- Coyote Linux
- DeLi Linux
- Devil Linux
- Damn Small Linux
- FDLinux
- Feather Linux
- Flonix USB Edition
- Frazier Wall
- fli4l
- Freesco
- FloppyFW
- Xonda Mini
- GALPon MiniNo
- GeeXboX
- hal91
- HVlinux
- Lubuntu
- Loc-OS Linux
- Mini dialup router
- Monkey Linux
- Norm's firewall
- NucLinux
- Pocketlinux
- Puppy Linux
- Recovery Is Possible
- SparkyLinux
- SpyLinux
- Stresslinux
- RIMiRadio
- TinyMe
- Slax
- SliTaz GNU/Linux
- Nimblex
- MiniOS
- CuerdOS GNU/Linux